# Dumbrăvița, Bistrița-Năsăud
Dumbrăvița este un sat în comuna Spermezeu din județul Bistrița-Năsăud, Transilvania, România. La recensământul din 2002 avea o populație de 775 locuitori.